# Mercado Municipal de Providencia
El Mercado Municipal de Providencia es un lugar de abastecimiento de la comuna de Providencia, en Santiago de Chile. 

## Historia
Durante su segundo período como alcaldesa de Providencia, Alicia Cañas consideró que era necesario dotar a la comuna de un mercado. Inaugurado en 1947, esta idea surgió de la propia alcaldesa que la trajo desde Europa, donde las propias dueñas de casa hacían las compras en vez de enviar a sus empleadas a hacerlo.

### Construcción
El lugar escogido fue el edificio consistorial, ubicado en avenida Providencia, entre las calles Santa Beatriz y Antonio Bellet. Tuvo que ser demolido en 1942 para levantar el actual edificio, obra de los arquitectos Escipión Munizaga y Alberto Cruz Eyzaguirre.
En el intertanto de su construcción, la sede del municipio fue una vivienda arrendada a las monjas argentinas en Pedro de Valdivia con Europa. Demoró 4 años en construirse: de 1942 a 1946, estando la obra a cargo de Forteza Hermanos, y tuvo un costo total de 4 millones de pesos de la época, para lo cual el municipio obtuvo un préstamo de la Corporación de Fomento de la Producción de 5 millones. Su estructura principal destaca por la columnata de doble altura en su acceso principal, así como su nave central que cuenta con tragaluces.

### Uso y cambios de ocupación

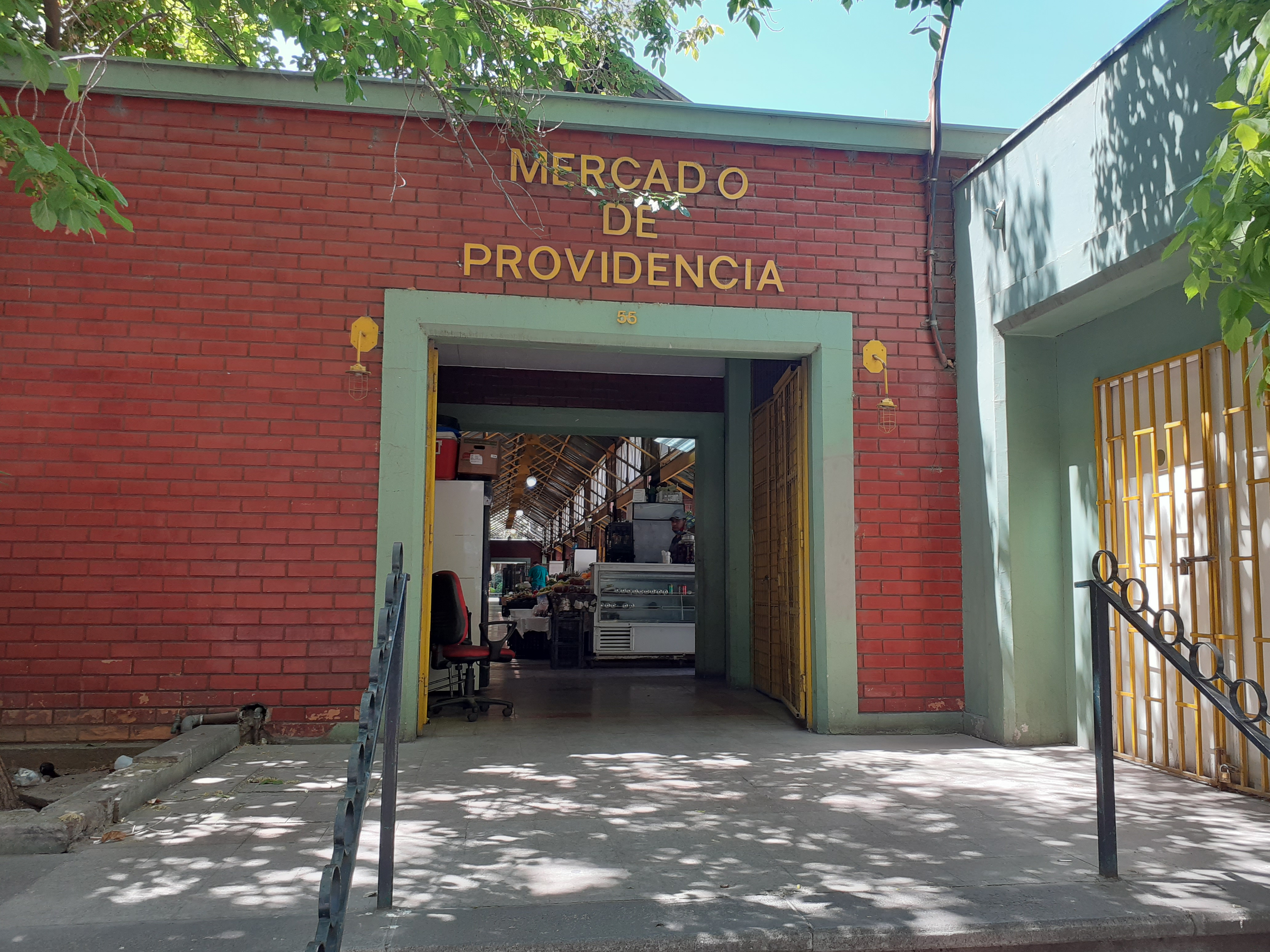
Acceso actual al mercado por calle Santa Beatriz.

El mercado revolucionó la rutina de compras de sus habitantes. En sus locales interiores estaba el prestigioso negocio de abarrotes y licores de Ernesto Bertonati, las flores de Carmen Araya, la pescadería Abarca y puestos de frutas, verduras, flores, empanadas y otros productos. Quienes asistían a la misa de la iglesia de la Divina Providencia —ubicada frente al Mercado— concurrían después del oficio religioso a comer las empanadas «Montolín» y las de «la Tinita». Pese a las reticencias de los vecinos, este mercado se consolidó como un centro importante de abastecimiento de la época.
En 1986 la Municipalidad de Providencia entregó el inmueble principal por 60 años al Servicio Nacional de Turismo (Sernatur) para que albergara su Dirección Nacional. Al año siguiente se realizó una remodelación del edificio —a cargo de los arquitectos Cristián Boza, Pilar García, Walter Lihn y Wren Strabucchi— y el mercado pasó a ubicarse en la parte posterior para dejar el frontis al Sernatur y la Biblioteca Municipal Mauricio Litvak en la esquina nororiente.

### Conservación y proyecto de renovación

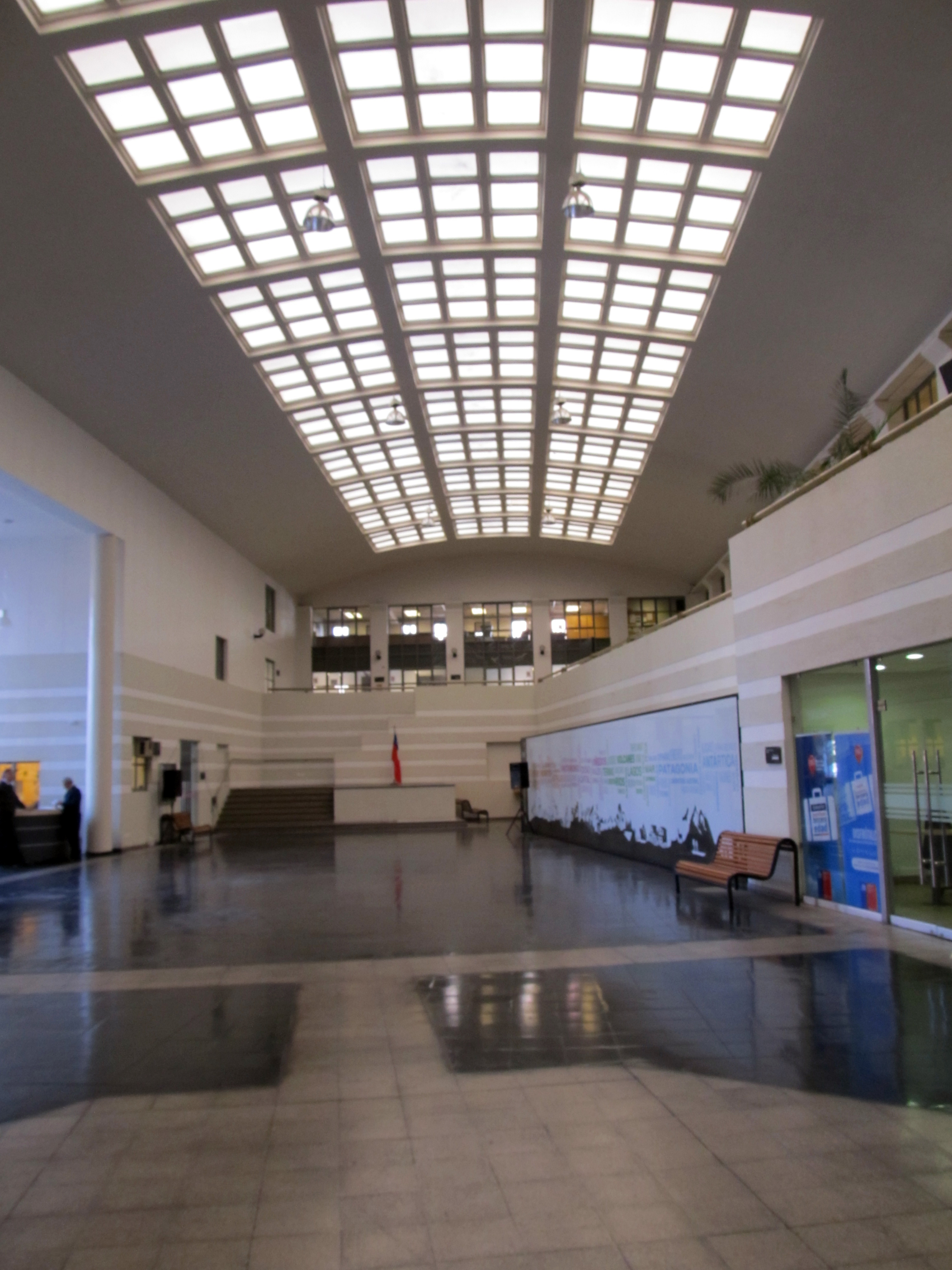
Nave central del edificio.

En 2016 el edificio fue declarado Inmueble de Conservación Histórica por la Municipalidad de Providencia, con el fin de preservar la construcción y poder readecuar la estructura para albergar nuevamente al Mercado Municipal.
En 2019 la Municipalidad de Providencia presentó un concurso público para recuperar el edificio del Mercado y convertirlo nuevamente en un centro de abastecimiento para la comuna; con esta situación el Sernatur tendrá que dejar dichas dependencias luego que se acordara adelantar el término del convenio firmado en 1986. El proyecto ganador fue presentado en enero de 2020 y está a cargo de Patricio Jadue, dueño del centro gastronómico Patio Bellavista.
El proyecto ganador contempla la construcción de cuatro niveles subterráneos en el sector posterior al edificio histórico del mercado, con 140 estacionamientos, además de áreas de carga y descarga para proveedores y bodegas. También se construirá una ampliación hacia la zona posterior del edificio, consistente en una obra de tres pisos para ampliar la oferta de locales comerciales en su interior.